# Список эскадренных миноносцев России и СССР по типам
В список включены все эскадренные миноносцы Российской империи, СССР и России, когда-либо состоявшие на вооружении Военно-Морского Флота России. В список не включены эсминцы незаконченные постройкой, а также планировавшиеся к закладке, но не заложенные.

## Тип «Сом» («Боевой»)
«Боевой» (1900, «Сом»)

## Тип «Кит» («Бдительный»)
1. «Бдительный» («Кит»)
2. «Бесстрашный» («Дельфин»)
3. «Беспощадный» («Скат»)
4. «Бесшумный» («Касатка»)

## Тип «Форель» («Внимательный»)
1. «Внимательный» («Форель»)
2. «Выносливый» («Стерлядь»)
3. «Внушительный» («Осётр»)
4. «Властный» («Кефаль»)
5. «Грозовой» («Лосось»)

## Тип «Сокол» («Прыткий»)
1. «Прыткий» («Сокол»)
2. «Послушный» («Коршун»)
3. «Пылкий» («Кречет»)
4. «Прочный» («Ястреб»)
5. «Поражающий» («Нырок»)
6. «Пронзительный» («Беркут»)
7. «Подвижный» («Альбатрос»)
8. «Прозорливый» («Гагара»)
9. «Резвый» («Ворон»)
10. «Ретивый» («Филин»)
11. «Рьяный» («Сова»)
12. «Решительный» («Кондор», «Баклан»)
13. «Сердитый» («Бекас»)
14. «Смелый» («Горлица»)
15. «Сторожевой» («Грач»)
16. «Стерегущий» («Кулик»)
17. «Скорый» («Перепел»)
18. «Страшный» («Скворец»)
19. «Стройный» («Стриж»)
20. «Статный» («Щегол»)
21. «Разящий» («Дрозд»)
22. «Расторопный» («Дятел»)
23. «Сильный» («Баклан», «Кондор»)
24. «Строгий» («Лебедь»)
25. «Сметливый» («Пеликан»)
26. «Свирепый» («Павлин»)
27. «Стремительный» («Фазан»)

## Тип «Буйный»
1. «Буйный»
2. «Бойкий»
3. «Бравый»
4. «Бурный»
5. «Быстрый»
6. «Блестящий»
7. «Бедовый»
8. «Бодрый»
9. «Безупречный»
10. «Видный» достроен по проекту «Грозный»

## Тип «Грозный»
1. «Грозный»
2. «Громкий»
3. «Громящий»

## Тип«Лейтенант Пущин»

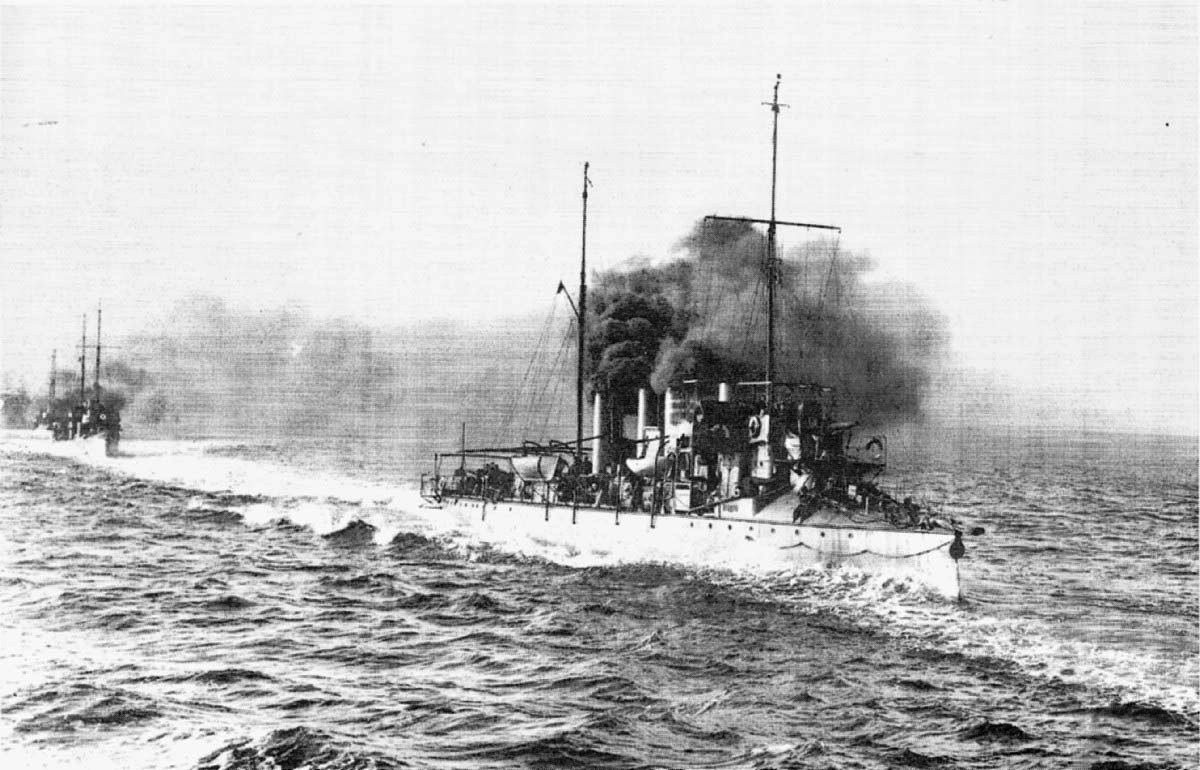

1. «Завидный»
2. «Заветный»
3. «Жуткий»
4. «Живой»
5. «Жаркий»
6. «Живучий»
7. «Задорный» («Лейтенант Пущин»)
8. «Звонкий»
9. «Зоркий»

## Тип«Лейтенант Бураков»
1. «Лейтенант Бураков»
2. «Меткий»
3. «Молодецкий»
4. «Мощный»
5. «Искусный»
6. «Исполнительный»
7. «Крепкий»
8. «Лёгкий»
9. «Ловкий»
10. «Летучий»
11. «Лихой»

## Тип «Твёрдый»

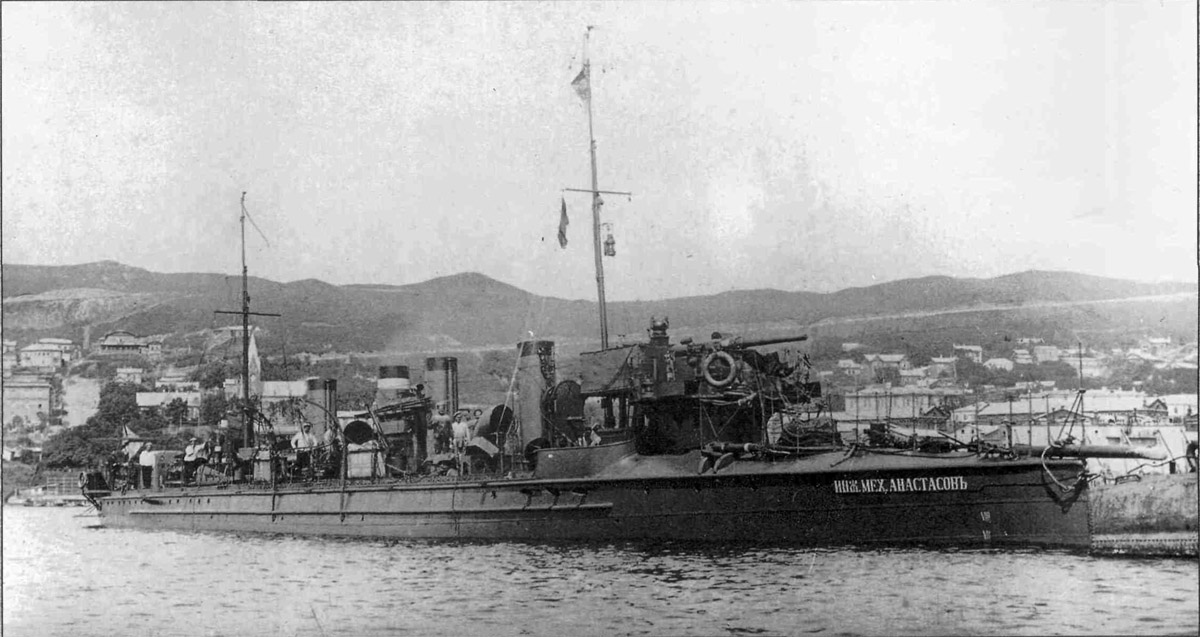

1. «Твёрдый»
2. «Точный»
3. «Тревожный»
4. «Инженер-механик Анастасов»
5. «Лейтенант Малеев»

## Тип «Инженер-механик Зверев»
1. «Инженер-механик Дмитриев»
2. «Инженер-механик Зверев»
3. «Бдительный»
4. «Боевой»
5. «Бурный»
6. «Внимательный»
7. «Выносливый»
8. «Внушительный»
9. «Капитан Юрасовский»
10. «Лейтенант Сергеев»

## Тип«Деятельный».
1. «Сильный»
2. «Сторожевой»
3. «Стройный»
4. «Разящий»
5. «Расторопный»
6. «Деятельный»
7. «Дельный»
8. «Достойный»

## Тип «Финн»

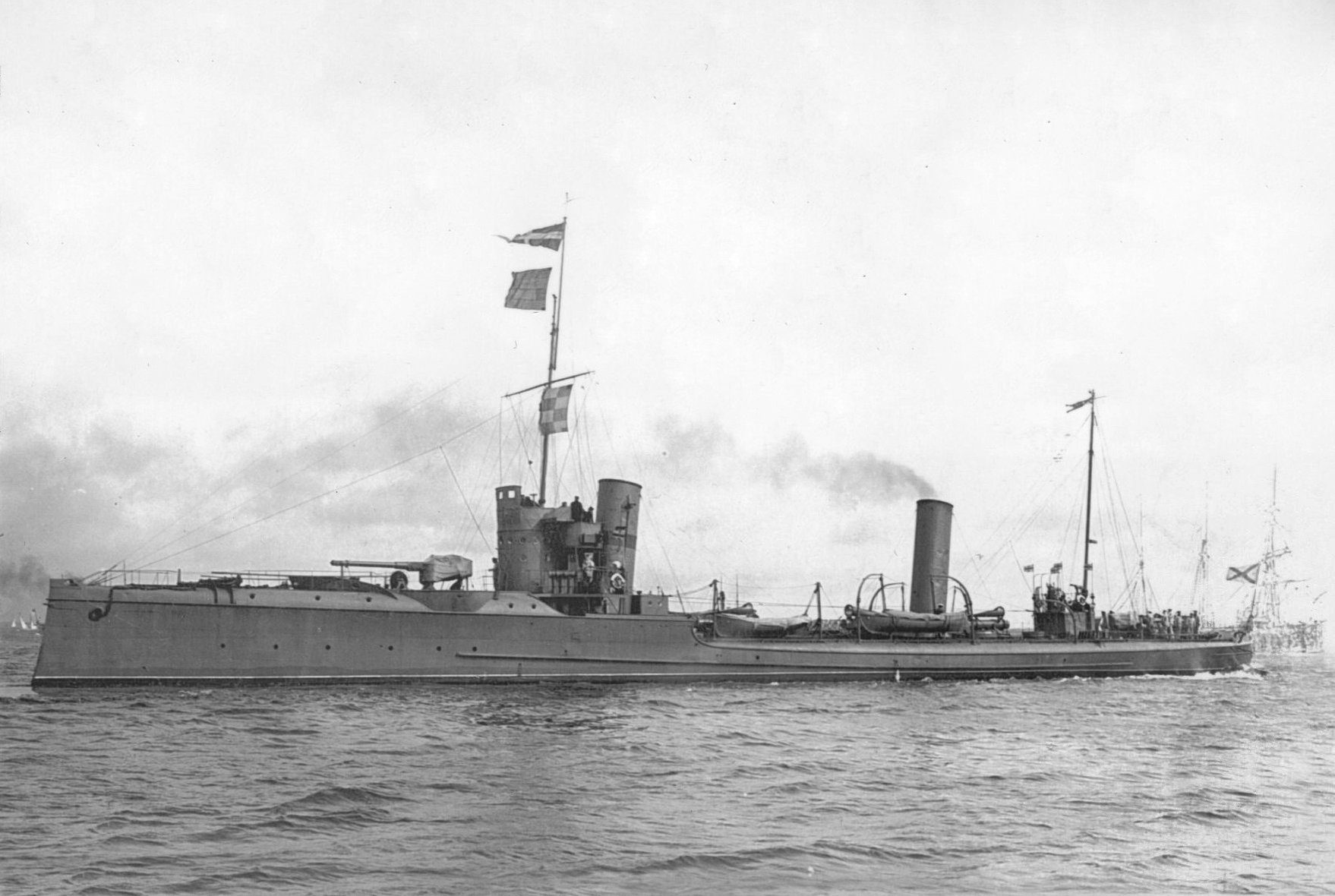

1. «Эмир Бухарский»
2. «Финн»
3. «Москвитянин»
4. «Доброволец»

## Тип «Всадник»

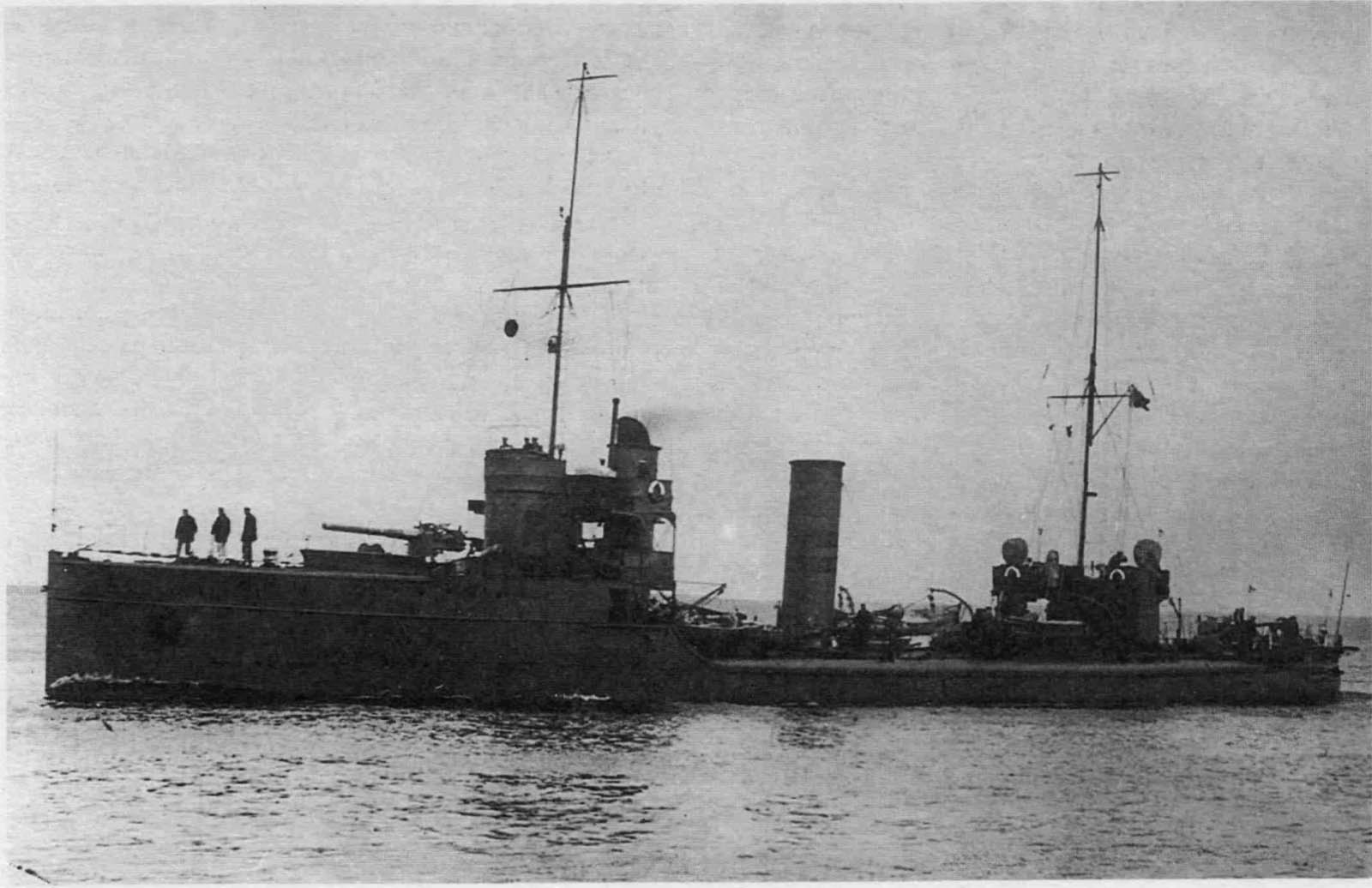

1. «Всадник» («Сладков», 1922)
2. «Гайдамак»
3. «Амурец» («Железняков», 1922)
4. «Уссуриец» («Рошаль», 1922)

## Тип «Охотник»

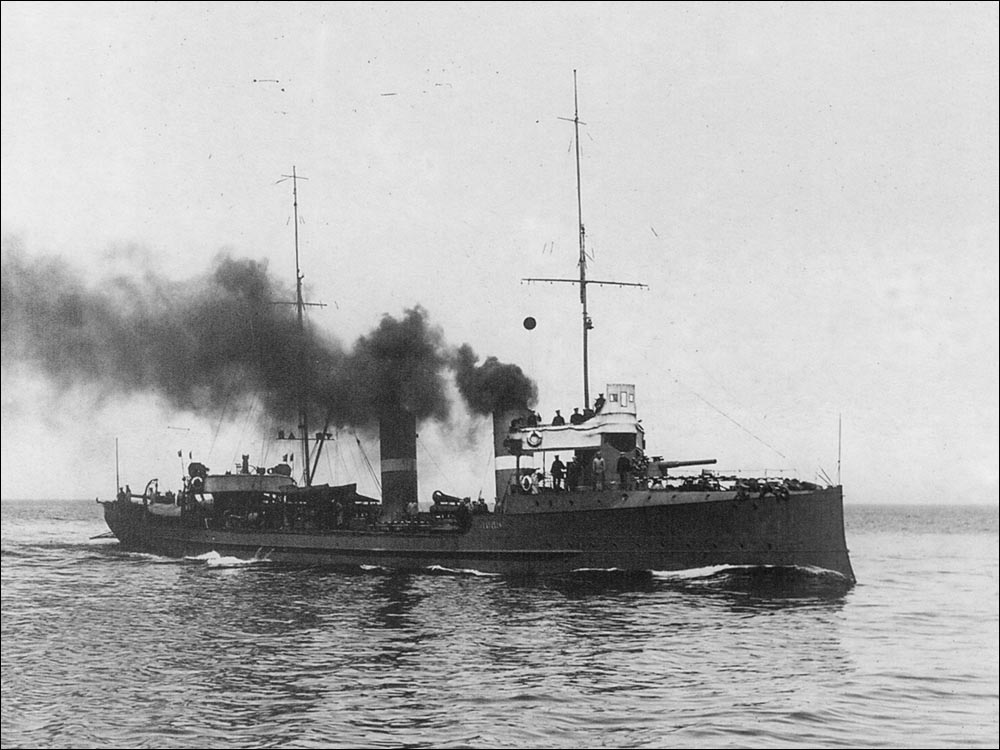

1. «Генерал Кондратенко»
2. «Сибирский стрелок»
3. «Охотник»
4. «Пограничник»

## Тип «Украина»

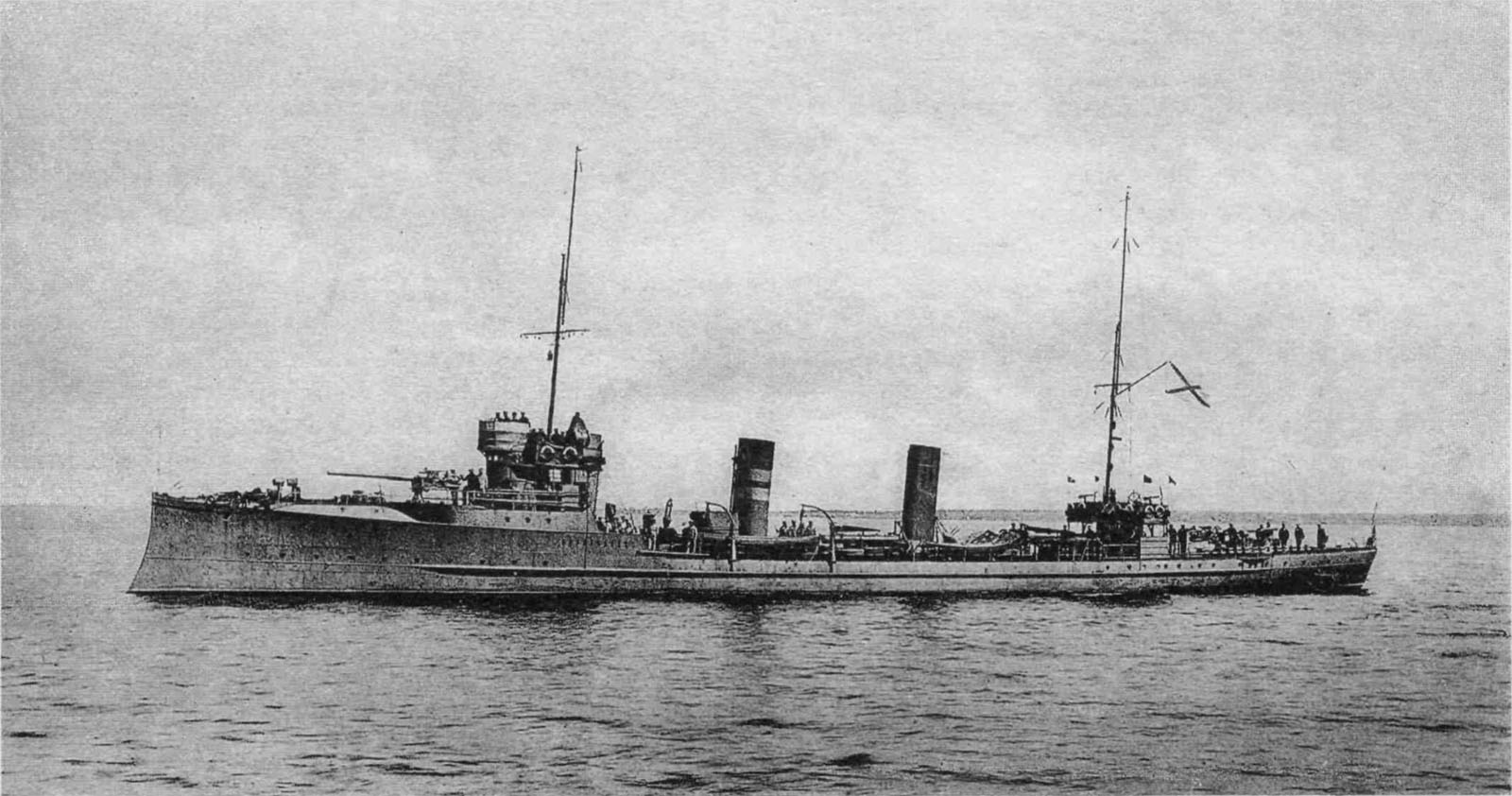

1. «Украина» «Карл Маркс» (1920), «Украина» (1920), «Маркин» (1922), «Украйна» (1923), «Бакинский рабочий» (1924)
2. «Войсковой» «Фридрих Энгельс» (1920), «Войсковой» (1920), «Маркин» (1923)
3. «Туркменец» «Туркменец-Ставропольский» (1908), «Мирза Кучак» (1920), «Туркменец Ставропольский» (1920), «Альтфатер» (1922), «Советский Дагестан» (1945)
4. «Казанец»
5. «Стерегущий»
6. «Страшный»
7. «Донской казак»
8. «Забайкалец»

## Тип «Лейтенант Шестаков»

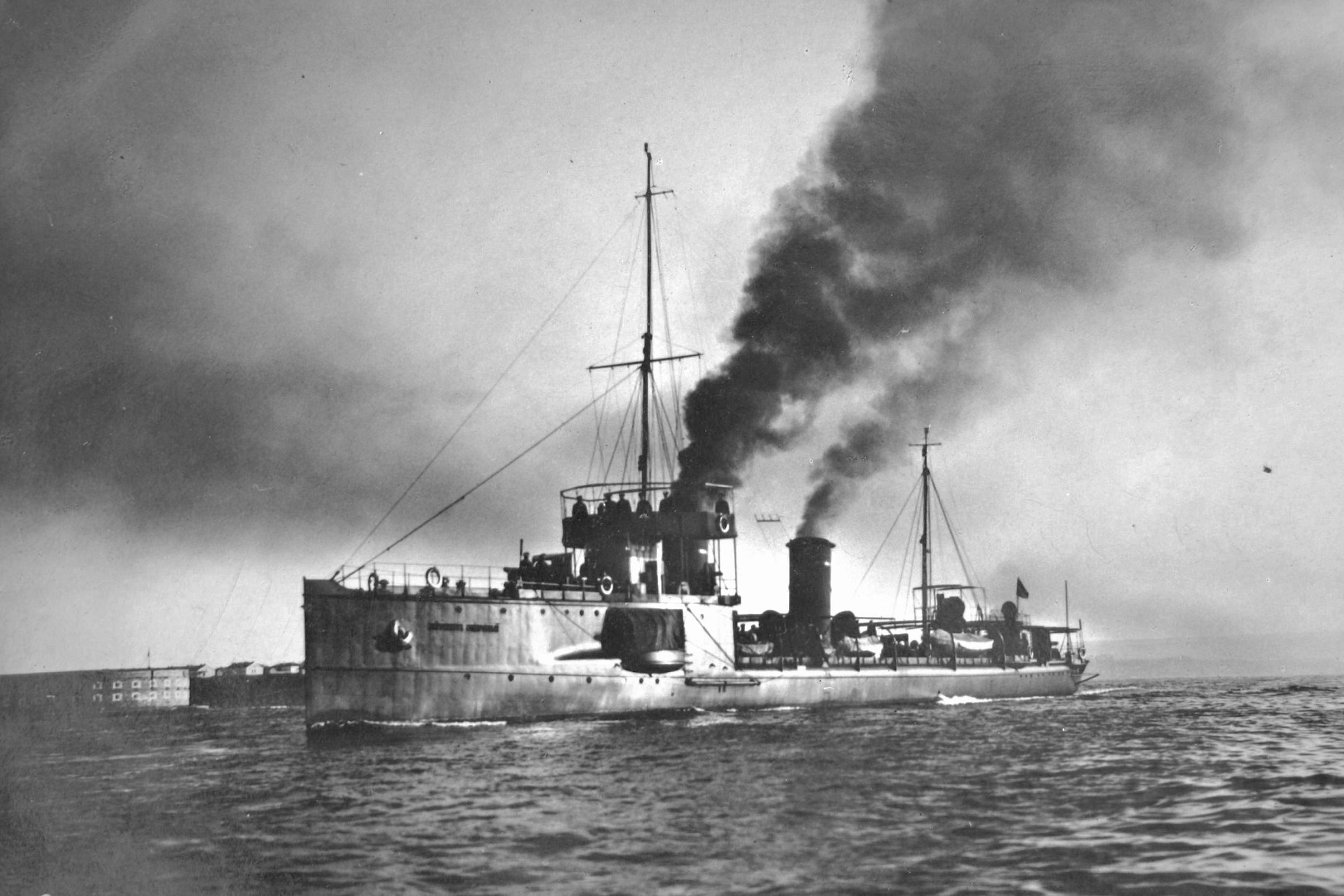

1. «Лейтенант Шестаков»
2. «Капитан Сакен»
3. «Капитан-лейтенант Баранов»
4. «Лейтенант Зацаренный»

## Новик

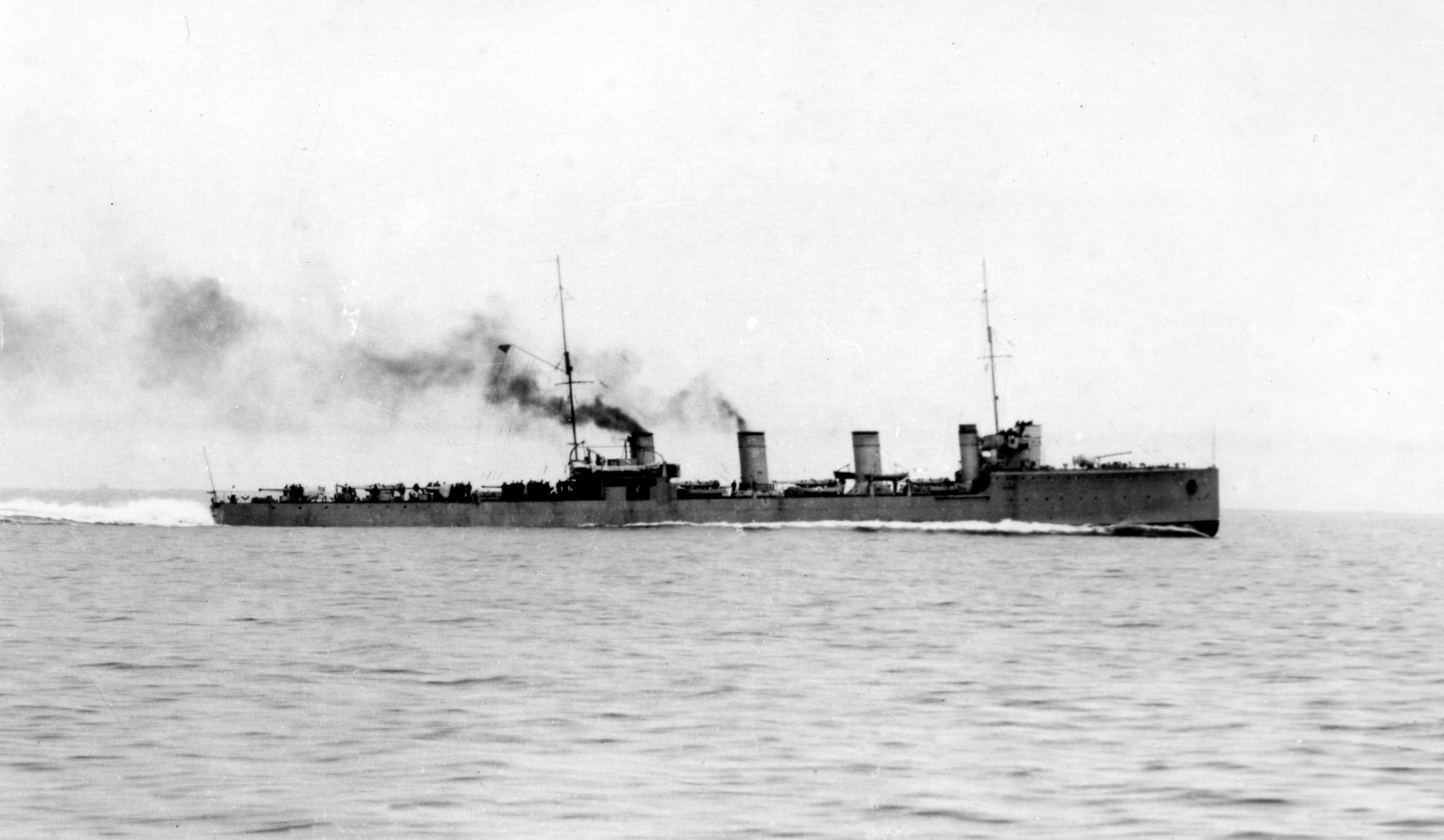

«Новик» — «Яков Свердлов» (1926)

## Тип «Новик»
1. «Беспокойный»
2. «Гневный»
3. «Дерзкий»
4. «Пронзительный»
5. «Громкий»
6. «Поспешный»
7. «Счастливый»
8. «Быстрый» — «Фрунзе» (1925)
9. «Пылкий»
10. «Победитель» — «Володарский» (1922)
11. «Забияка» — «Урицкий» (1922)
12. «Гром»
13. «Орфей»
14. «Летун»
15. «Десна» — «Энгельс» (1922)
16. «Азард» — «Зиновьев» (1922), «Артём» (1928)
17. «Самсон» — «Сталин» (1922), «Самсон» (1946)
18. «Лейтенант Ильин» — «Гарибальди» (1919), «Троцкий» (1922), «Войков» (1928)
19. «Капитан Изыльметьев» — «Ленин» (1922)
20. «Капитан Керн» — «Рыков» (1922), «Валериан Куйбышев» (1937)
21. «Капитан Белли» — «Карл Либнехт» (1922)
22. «Капитан 1 ранга Миклухо-Маклай» — «Капитан Кингсберген» (до 1914), «Спартак» (1918), «Вамбола» (1918) Эстония, «Альмиранте Вильяр» (1933) Перу
23. «Капитан Конон Зотов» — не достроен
24. «Капитан Кроун» — не достроен
25. «Лейтенант Дубасов» — не достроен
26. «Гавриил»
27. «Константин»
28. «Владимир» — «Свобода» (1917)
29. «Михаил» — не достроен
30. «Сокол» — не достроен
31. «Мечеслав» — не достроен
32. «Изяслав» — «Карл Маркс» (1922)
33. «Автроил» — «Леннук» (1922) Эстония, «Альмиранте Гиссе» (1933) Перу
34. «Прямислав» — «Калинин» (1925)
35. «Брячислав» — не достроен
36. «Фёдор Стратилат» — не достроен
37. «Гаджибей»
38. «Фидониси»
39. «Керчь»
40. «Калиакрия» — «Дзержинский» (1925)
41. «Занте» — «Незаможный» (1923), «Незаможник» (1926)
42. «Корфу» — «Петровский» (1925), «Железняков» (1939)
43. «Левкас» — «Шаумян» (1925)
44. «Цериго»
45. «Гогланд» — не достроен
46. «Кульм» — не достроен
47. «Гренгам» — не достроен
48. «Патрас» — не достроен

## Проект 7 («Гневный»)

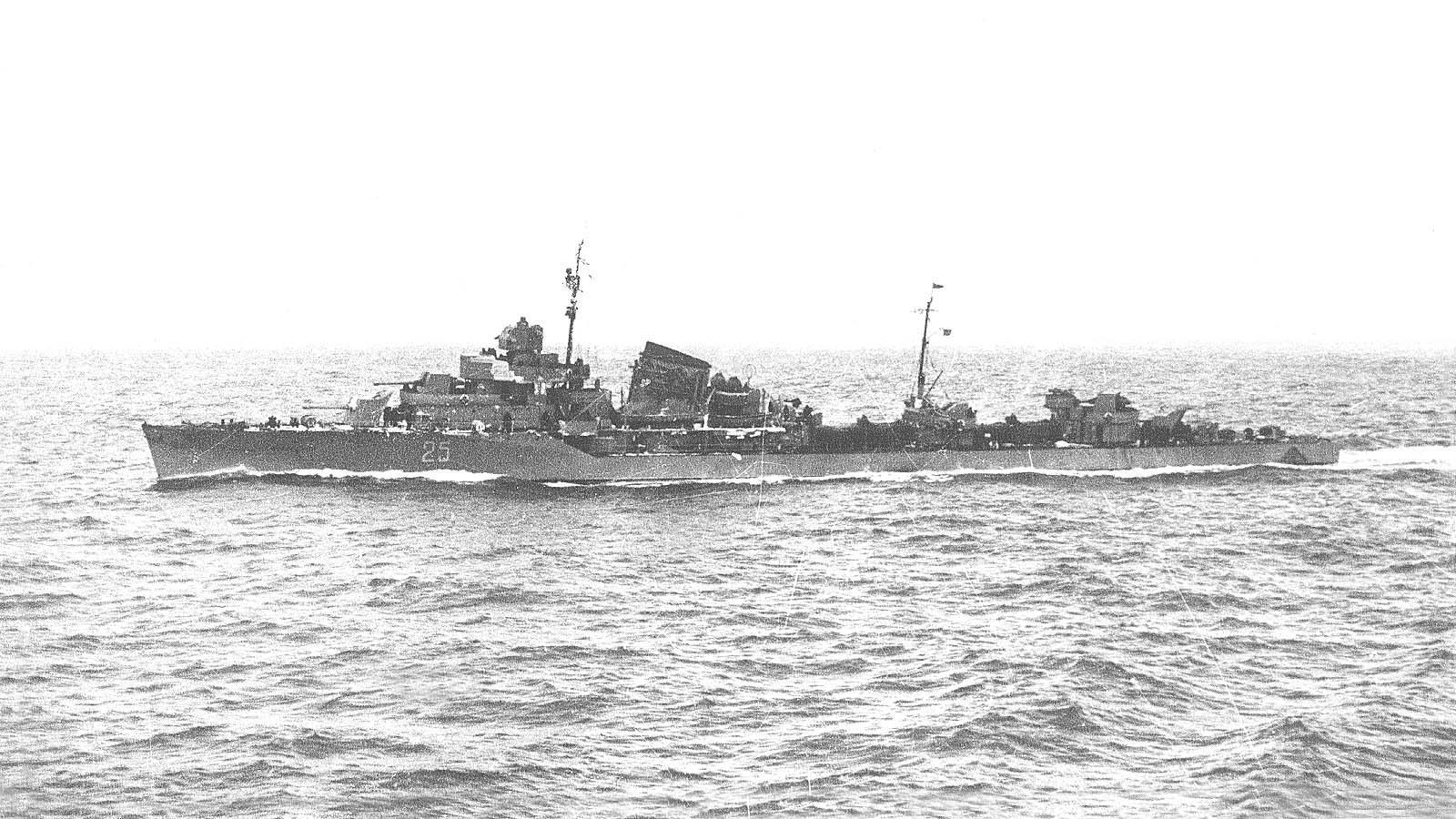

Всего на октябрь 1936 года планировалось построить до 83 эсминцев этого проекта, однако удалось построить только 28, ещё 18 эсминцев были достроены по проекту 7-У.
1. «Гневный»
2. «Громкий»
3. «Грозный»
4. «Гордый»
5. «Гремящий»
6. «Стерегущий»
7. «Стремительный»
8. «Сокрушительный»
9. «Грозящий»
10. «Сметливый»
11. «Резвый»
12. «Решительный»
13. «Расторопный»
14. «Разящий»
15. «Бодрый»
16. «Рьяный»
17. «Резкий»
18. «Быстрый»
19. «Бойкий»
20. «Беспощадный»
21. «Ретивый»
22. «Поспешный»
23. «Проворный»
24. «Передовой»
25. «Прыткий»
26. «Пылкий»
27. «Безупречный»
28. «Бдительный»

## Проект 7-У («Сторожевой»)
1. «Сторожевой»
2. «Стойкий»
3. «Страшный»
4. «Сильный»
5. «Смелый»
6. «Строгий»
7. «Скорый»
8. «Свирепый»
9. «Статный»
10. «Стройный»
11. «Славный»
12. «Летучий» С 25 сентября 1940 года — ЭМ «Суровый»
13. «Лихой» С 25 сентября 1940 года — ЭМ «Сердитый»
14. «Бесстрашный» С 25 сентября 1940 года — ЭМ «Совершенный»
15. «Бесшумный» С 25 сентября 1940 года — ЭМ «Свободный»
16. «Способный» бывший «Подвижный»
17. «Полезный» С 25 сентября 1940 года — ЭМ «Смышлёный»
18. «Прозорливый» С 25 сентября 1940 года — ЭМ «Сообразительный»

## Проект 45 («Опытный»)
1. «Опытный»

## Проект 30 («Огневой»)
1. «Огневой»

## Проект 30-К («Осмотрительный»)
1. «Осмотрительный»
2. «Внушительный»
3. «Охотник» «Сталин»
4. «Отличный»
5. «Выносливый»
6. «Властный»
7. «Озорной»
8. «Образцовый»
9. «Отважный»
10. «Одарённый»

## Проект 30-бис («Смелый»)

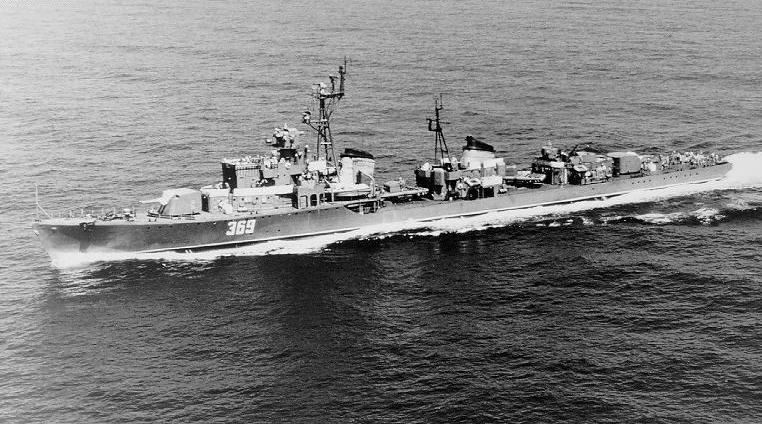

1. «Смелый»
2. «Бдительный»
3. «Встречный»
4. «Ведущий»
5. «Огненный»
6. «Отчётливый»
7. «Важный»
8. «Безудержный»
9. «Стойкий»
10. «Острый»
11. «Буйный»
12. «Ответственный»
13. «Безупречный»
14. «Скорый»
15. «Вспыльчивый»
16. «Величавый»
17. «Суровый»
18. «Бесстрашный»
19. «Отменный»
20. «Отрывистый»
21. «Вёрткий»
22. «Верный»
23. «Отражающий»
24. «Боевой»
25. «Быстрый»
26. «Сердитый»
27. «Способный»
28. «Вихревой»
29. «Бурный»
30. «Беспощадный»
31. «Стремительный»
32. «Безжалостный»
33. «Отрадный»
34. «Озарённый»
35. «Оберегающий»
36. «Беззаветный»
37. «Сокрушительный»
38. «Охраняющий»
39. «Бесшумный»
40. «Осторожный»
41. «Видный»
42. «Беспокойный»
43. «Верный»
44. «Внимательный»
45. «Внезапный»
46. «Выразительный»
47. «Волевой»
48. «Окрылённый»
49. «Безбоязненный»
50. «Свободный»
51. «Статный»
52. «Сметливый»
53. «Безукоризненный»
54. «Безотказный»
55. «Смотрящий»
56. «Отчаянный»
57. «Опасный»
58. «Бессменный»
59. «Отзывчивый»
60. «Совершенный»
61. «Серьёзный»
62. «Вольный»
63. «Вкрадчивый»
64. «Вдумчивый»
65. «Солидный»
66. «Пылкий»
67. «Вразумительный»
68. «Оживлённый»
69. «Степенный»
70. «Ожесточённый»

## Проект 41(«Неустрашимый»)
1. «Неустрашимый»

## Проект 56(«Спокойный»)
1. «Светлый»
2. «Блестящий»
3. «Спешный»
4. «Бывалый»
5. «Скромный»
6. «Сведущий»
7. «Веский»[1]
8. «Вызывающий»
9. «Спокойный»

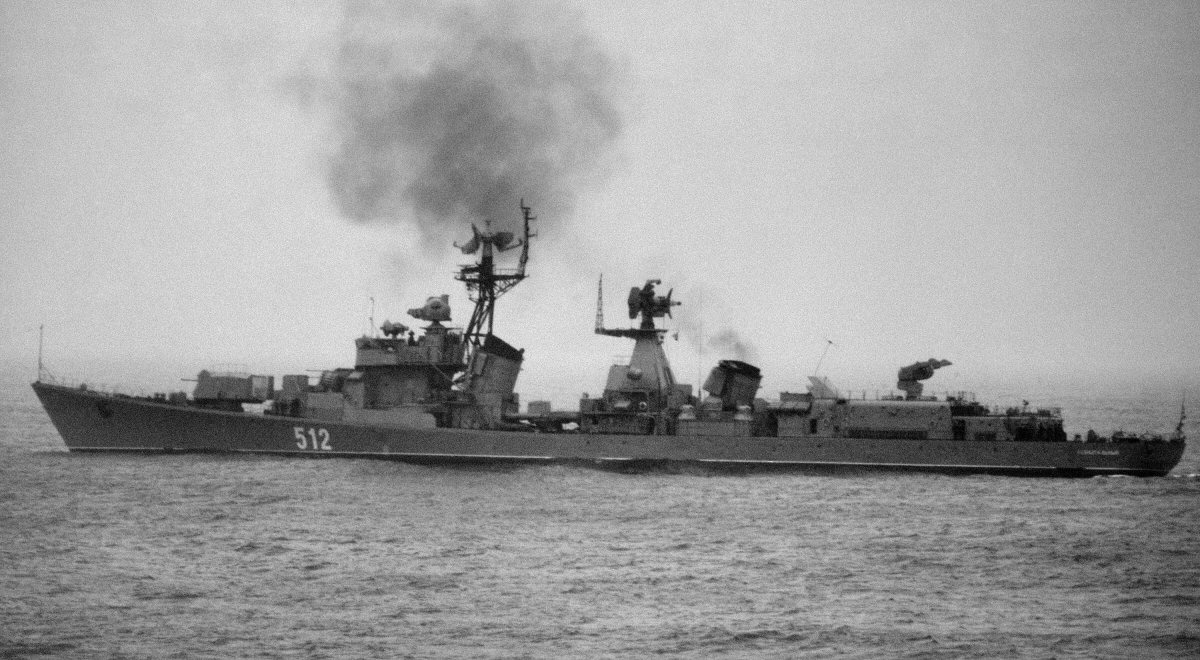

10. «Смышлёный» — «Московский Комсомолец».
11. «Скрытный»
12. «Бесследный»
13. «Вдохновенный»
14. «Сознательный»
15. «Справедливый»
16. «Бурливый»
17. «Возмущённый»
18. «Благородный»
19. «Несокрушимый»
20. «Пламенный»
21. «Находчивый»
22. «Возбуждённый»[1]
23. «Напористый»
24. «Влиятельный»
25. «Настойчивый»
26. «Выдержанный» — «Дальневосточный Комсомолец».
27. «Бравый»

## Проект 56-ЭМ и 56-М(«Бедовый»)
1. «Бедовый»
2. «Прозорливый»
3. «Неуловимый»
4. «Неудержимый»

## Проект 57 и 57-бис(«Гневный»)

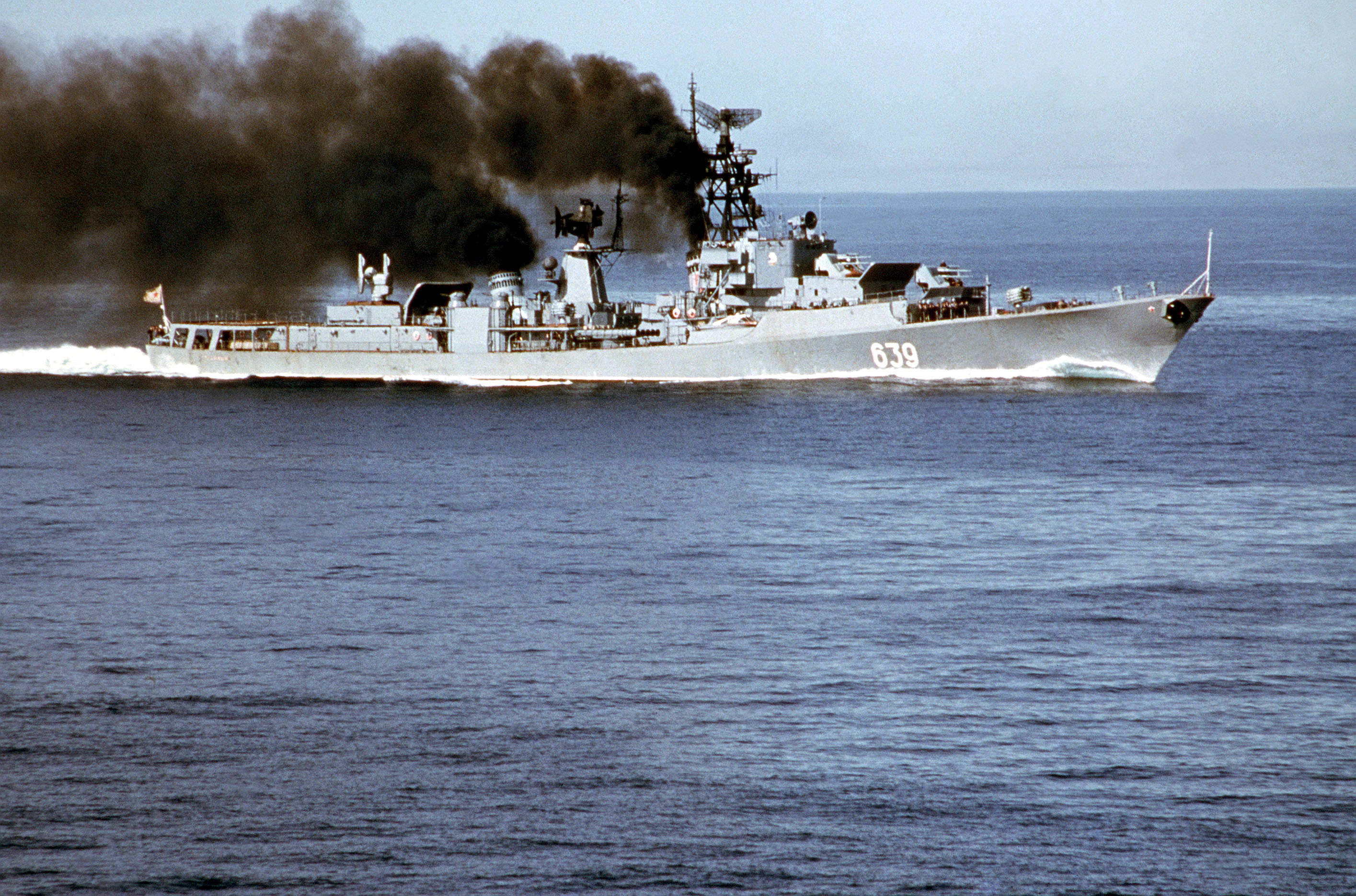

1. «Гневный»
2. «Гремящий»
3. «Упорный»
4. «Жгучий»
5. «Гордый»
6. «Бойкий»
7. «Зоркий»
8. «Дерзкий»

## Проект 956(«Современный»)
1. «Современный»
2. «Отчаянный»
3. «Отличный»
4. «Осмотрительный»
5. «Безупречный»
6. «Боевой»
7. «Стойкий»
8. «Окрылённый»
9. «Бурный»
10. «Гремящий»
11. «Быстрый»
12. «Расторопный»
13. «Безбоязненный»
14. «Безудержный»
15. «Беспокойный»
16. «Настойчивый»
17. «Бесстрашный»